# 前444年
| 千纪： | 前1千纪 |
| 世纪： | 前6世纪 \| 前5世纪 \| 前4世纪 |
| 年代： | 前470年代 \| 前460年代 \| 前450年代 \| 前440年代 \| 前430年代 \| 前420年代 \| 前410年代                                                                                     |
| 年份： | 前449年 \| 前448年 \| 前447年 \| 前446年 \| 前445年 \| 前444年 \| 前443年 \| 前442年 \| 前441年 \| 前440年 \| 前439年                                                       |
| 纪年： | 周貞定王二十五年 魯悼公二十四年 齊宣公十二年 晉哀公八年 趙襄子三十二年 秦厉共公三十三年 楚惠王四十五年 宋昭公二十五年 衛敬公二十一年 鄭共公十一年 燕成公十一年 越王朱勾四年 |

## 大事記
- 秦国国君秦厉共公派兵攻打攻義渠（今甘肃省庆阳市西峰区），俘虏義渠王。
- 晋国大夫韓康子、魏文侯，共滅伊洛陰戎。自此之后中原無戎族。

## 出生
- 阿格西莱二世，欧里庞提德世系的斯巴达国王